# Birmanische Schrift

Schriftbeispiel: 'Myanmar'

Die birmanische Schrift (birmanisch မြန်မာအက္ခရာ mranma akkha.ra) gehört zu den indischen Schriften. Wie diese ist sie eine Zwischenform aus Alphabet und Silbenschrift, eine sogenannte Abugida. Sie wird hauptsächlich in Myanmar verwendet.

## Geschichte
Wie viele andere indische Schriften hat die birmanische Schrift ihren Ursprung in der Brahmi-Schrift, die erstmals im 3. Jahrhundert v. Chr. belegt ist. Aus dieser Schrift entwickelten sich im Laufe der Zeit zahlreiche regionale Varianten, die sich teilweise stark unterscheiden.
Im 8. Jahrhundert n. Chr. wurde auf dem Gebiet des heutigen Myanmars ein Abkömmling der Brahmi-Schrift eingeführt, um die Mon-Sprache zu schreiben. Als die Birmanen in das Gebiet einwanderten, übernahmen sie das Schriftsystem vom Volk der Mon. Die ältesten schriftlichen Dokumente stammen aus dem 11. Jahrhundert n. Chr. Im Laufe der Zeit entwickelte sich aus der ursprünglich eckigen Schrift die heutige runde Schriftform. Die runde Schriftform hat ihren Ursprung darin, dass als Medium zu Beginn Palmblätter verwendet wurden, die bei Verwendung von geradlinigen Schriftsymbolen beschädigt (gespalten) worden wären.

## Verwendung
Die birmanische Schrift wird hauptsächlich zur Schreibung der birmanischen Sprache verwendet, welche die Amtssprache von Myanmar ist. Zahlreiche Minderheitensprachen, die auf birmanischem Territorium gesprochen werden, verwenden abgeleitete Formen der birmanischen Schrift, die sich teils deutlich unterscheiden, zu diesen Sprachen zählen zahlreiche Karen-Sprachen, das Shan, das Mon, das De’ang und weitere kleinere Sprachen. Mit birmanischer Schrift können auch Sanskrit und Pali geschrieben werden.

## Funktionsprinzip
Die birmanische Schrift ist wie die anderen indischen Schriften eine Zwischenform aus Alphabet und Silbenschrift, eine sogenannte Abugida. Bei einer Abugida hat jeder Konsonant, der kein Vokalzeichen besitzt, den inhärenten Vokal a., welcher sich durch das Hinzufügen von Vokalzeichen ändern lässt, die sich fest mit dem Konsonanten verbinden. Der Konsonant က stellt damit ein ka. dar, ကိ hingegen ein ki.
Die birmanische Schrift ist nicht linear. Ein Symbol für einen Laut wird in die Mitte platziert und andere Laute in diesem Wort werden ringsum angeordnet. Es wird wie bei den anderen indischen Schriften horizontal von links nach rechts geschrieben; eine Unterscheidung zwischen Groß- und Kleinbuchstaben existiert nicht. Einzelne Worte werden ohne Leerstelle aneinander gereiht. Leerstellen im Text trennen Satzteile voneinander. Eine Pause innerhalb eines Satzes wird durch einen einfach vertikalen Strich, das Satzende durch einen doppelten vertikalen Strich markiert.

## Vokalzeichen
Die links stehenden selbständigen Vokalzeichen werden nur für Vokale ohne zugehörigen Konsonanten verwendet, etwa am Wortanfang oder nach einem weiteren Vokal. Kommt ein Vokal hingegen zusammen mit einem Konsonanten vor, werden die rechts stehenden kombinierenden Vokalzeichen benutzt, die sich mit dem Konsonantenzeichen verbinden und eine feste Einheit bilden. Die kombinierenden Vokalzeichen werden hier am Beispiel des Konsonanten က k gezeigt.
Eine Unterscheidung zwischen kurzen und langen Vokalen findet in der birmanischen Sprache nicht mehr statt, die entsprechenden Zeichen werden stattdessen zur Markierung des Tons benutzt. In anderen Sprachen, welche die birmanische Schrift verwenden (z. B. Shan), wird zwischen kurzen und langen Vokalen unterschieden.
Für das Vokalzeichen a, welches außer für den gleichnamigen Vokal auch als Bestandteil des Vokalzeichens au vorkommt, existiert eine zweite, alternative Form, die mit bestimmten Konsonanten wie ဂ g verwendet wird, z. B. ဂါ ga; dadurch werden Verwechslungen minimiert, da etwa *ဂာ ga genauso aussähe wie der Konsonant က k. Bestimmte Sprachen verwenden ausschließlich die alternative Form.
| Selbständige Vokalzeichen | Selbständige Vokalzeichen | Selbständige Vokalzeichen | Kombinierende Vokalzeichen | Kombinierende Vokalzeichen | Kombinierende Vokalzeichen |
| Zeichen                   | Transliteration           | Lautwert                  | Zeichen                    | Transliteration            | Lautwert                   |
| ------------------------- | ------------------------- | ------------------------- | -------------------------- | -------------------------- | -------------------------- |
| အ                         | a.                        | [a̰], [⁠ə⁠]                  | က                          | ka.                        | [ka̰], [kə]                 |
| အာ                         | a                         | [⁠à⁠]                       | ကာ                          | ka                         | [kà]                       |
| အား                         | a:                        | [⁠á⁠]                       | ကား                          | ka:                        | [ká]                       |
| ဣ                         | i.                        | [⁠ḭ⁠]                       | ကိ                          | ki.                        | [kḭ]                       |
| ဤ                         | i                         | [⁠ì⁠]                       | ကီ                          | ki                         | [kì]                       |
| အီး                         | i:                        | [⁠í⁠]                       | ကီး                          | ki:                        | [kí]                       |
| ဥ                         | u.                        | [⁠ṵ⁠]                       | ကု                          | ku.                        | [kṵ]                       |
| ဦ                         | u                         | [⁠ù⁠]                       | ကူ                          | ku                         | [kù]                       |
| ဦး                         | u:                        | [⁠ú⁠]                       | ကူး                          | ku:                        | [kú]                       |
| ဧ့                         | e.                        | [⁠ḛ⁠]                       | ကေ့                          | ke.                        | [kḛ]                       |
| ဧ                         | e                         | [⁠è⁠]                       | ကေ                          | ke                         | [kè]                       |
| ဧး                         | e:                        | [⁠é⁠]                       | ကေး                          | ke:                        | [ké]                       |
| အဲ့                         | ai.                       | [ɛ̰]                       | ကဲ့                          | kai.                       | [kɛ̰]                       |
| အယ်                        | ai                        | [ɛ̀]                       | ကယ်                         | kai                        | [kɛ̀]                       |
| အဲ                         | ai:                       | [ɛ́]                       | ကဲ                          | kai:                       | [kɛ́]                       |
| အို့                         | ui.                       | [o̰]                       | ကို့                          | kui.                       | [ko̰]                       |
| အို                         | ui                        | [⁠ò⁠]                       | ကို                          | kui                        | [kò]                       |
| အိုး                         | ui:                       | [⁠ó⁠]                       | ကိုး                          | kui:                       | [kó]                       |
| အော့                         | au.                       | [ɔ̰]                       | ကော့                          | kau.                       | [kɔ̰]                       |
| ဪ                         | au                        | [ɔ̀]                       | ကော်                          | kau                        | [kɔ̀]                       |
| ဩ                         | au:                       | [ɔ́]                       | ကော                          | kau:                       | [kɔ́]                       |

## Konsonanten

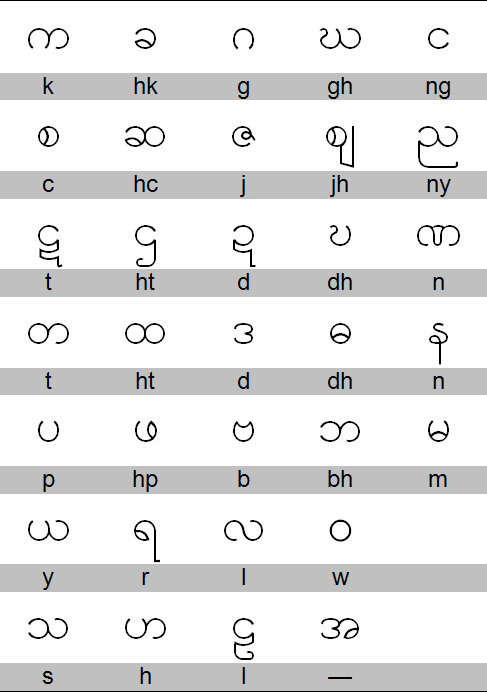
Konsonantentabelle der birmanischen Schrift

Die birmanische Schrift enthält 33 Konsonanten. Dabei wird das Zeichen အ als Konsonant gezählt, obwohl es normalerweise Bestandteil selbständiger Vokalzeichen ist. Die Transliteration wird in dieser Tabelle ohne den inhärenten Vokal a dargestellt, der normalerweise immer vorhanden ist, wenn der Konsonant kein Vokalzeichen oder Asat besitzt.
Der Konsonant ည ny hat eine alternative Glyphe ဉ. Diese wird benutzt, wenn der Konsonant am Ende einer Silbe steht oder mit dem Vokalzeichen a kombiniert ist.
| Zeichen | Transliteration | Lautwert |
| ------- | --------------- | -------- |
| က       | k               | [⁠k⁠]      |
| ခ       | hk              | [kʰ]     |
| ဂ       | g               | [⁠g⁠]      |
| ဃ       | gh              | [⁠g⁠]      |
| င       | ng              | [⁠ŋ⁠]      |
| စ       | c               | [⁠s⁠]      |
| ဆ       | hc              | [sʰ]     |
| ဇ       | j               | [⁠z⁠]      |
| ဈ       | jh              | [⁠z⁠]      |
| ည       | ny              | [⁠ɲ⁠]      |
| ဋ       | t               | [⁠t⁠]      |
| ဌ       | ht              | [tʰ]     |
| ဍ       | d               | [⁠d⁠]      |
| ဎ       | dh              | [⁠d⁠]      |
| ဏ       | n               | [⁠n⁠]      |
| တ       | t               | [⁠t⁠]      |
| ထ       | ht              | [tʰ]     |
| ဒ       | d               | [⁠d⁠]      |
| ဓ       | dh              | [⁠d⁠]      |
| န       | n               | [⁠n⁠]      |
| ပ       | p               | [⁠p⁠]      |
| ဖ       | hp              | [pʰ]     |
| ဗ       | b               | [⁠b⁠]      |
| ဘ       | bh              | [⁠b⁠]      |
| မ       | m               | [⁠m⁠]      |
| ယ       | y               | [⁠j⁠]      |
| ရ       | r               | [⁠j⁠], [⁠r⁠] |
| လ       | l               | [⁠l⁠]      |
| ဝ       | w               | [⁠w⁠]      |
| သ       | s               | [⁠θ⁠], [⁠ð⁠] |
| ဟ       | h               | [⁠h⁠]      |
| ဠ       | l               | [⁠l⁠]      |
| အ       | —               | [⁠ʔ⁠]      |

## Ligaturen
Unter bestimmten Umständen können zwei Konsonanten innerhalb eines Clusters, ähnlich wie in der tibetischen Schrift, untereinander geschrieben werden. Dabei behalten die Konsonanten jeweils ihre ursprüngliche Form. So werden etwa im birmanischen Wort ကမ္ဘာ ka.mbha, deutsch ‚Erde‘, ‚Welt‘ die Konsonanten မ m und ဘ bh untereinander geschrieben. Die einzigen Ausnahmen sind ဿ ss und ဠ္ဠ ll.
Werden die Konsonanten y, r, w oder h als Bestandteil eines Konsonantenclusters verwendet, bilden sie Sonderformen. Die Aussprache dieser Sonderformen ist jedoch nicht eindeutig. Es können auch mehrere dieser Formen in einer Silbe auftreten, etwa ကျွှ hkyw.
| Zeichen | Transliteration |
| ------- | --------------- |
| ကျ       | ky              |
| ကြ       | kr              |
| ကွ       | kw              |
| ကှ       | hk              |

## Ziffern

Ziffern in birmanischer Schrift

Die birmanische Schrift besitzt eigene Ziffernzeichen.
| Zahl   | 0 | 1 | 2 | 3 | 4 | 5 | 6 | 7 | 8 | 9 |
| Ziffer | ၀ | ၁ | ၂ | ၃ | ၄ | ၅ | ၆ | ၇ | ၈ | ၉ |

## Romanisierung
Für die Transkription des Birmanischen in die lateinische Schrift existiert kein offizielles System. Die Schreibweise birmanischer Begriffe hängt daher in starkem Maße von der Zielsprache ab, in die transkribiert wird. Jedoch sind selbst auf birmanischen Internetseiten unterschiedliche Schreibweisen vorzufinden, z. B. Tanintharyi – Taninthayi als Bezeichnung für die Tenasserim-Division.

## Birmanisch in Unicode
Unicode kodiert die birmanische Schrift im Unicode-Block Birmanisch im Codebereich U+1000–U+109F. Weitere Zeichen sind im Unicode-Block Birmanisch, erweitert-A im Codebereich U+AA60–U+AA7F und in Birmanisch, erweitert-B im Codebereich U+A9E0–U+A9FF enthalten.
|      | 0 | 1 | 2 | 3 | 4 | 5 | 6 | 7 | 8 | 9 | A | B | C | D | E | F       |
| ---- | - | - | - | - | - | - | - | - | - | - | - | - | - | - | - | ------- |
| 1000 | က | ခ | ဂ | ဃ | င | စ | ဆ | ဇ | ဈ | ဉ | ည | ဋ | ဌ | ဍ | ဎ | ဏ       |
| 1010 | တ | ထ | ဒ | ဓ | န | ပ | ဖ | ဗ | ဘ | မ | ယ | ရ | လ | ဝ | သ | ဟ       |
| 1020 | ဠ | အ | ဢ | ဣ | ဤ | ဥ | ဦ | ဧ | ဨ | ဩ | ဪ | ါ  | ာ  | ိ  | ီ  | ု        |
| 1030 | ူ  | ေ  | ဲ  | ဳ  | ဴ  | ဵ  | ံ  | ့  | း  | ္  | ်  | ျ  | ြ  | ွ  | ှ  | ဿ       |
| 1040 | ၀ | ၁ | ၂ | ၃ | ၄ | ၅ | ၆ | ၇ | ၈ | ၉ | ၊ | ။ | ၌ | ၍ | ၎ | ၏       |
| 1050 | ၐ | ၑ | ၒ | ၓ | ၔ | ၕ | ၖ  | ၗ  | ၘ  | ၙ  | ၚ | ၛ | ၜ | ၝ | ၞ  | ၟ        |
| 1060 | ၠ  | ၡ | ၢ  | ၣ  | ၤ  | ၥ | ၦ | ၧ  | ၨ  | ၩ  | ၪ  | ၫ  | ၬ  | ၭ  | ၮ | ၯ       |
| 1070 | ၰ | ၱ  | ၲ  | ၳ  | ၴ  | ၵ | ၶ | ၷ | ၸ | ၹ | ၺ | ၻ | ၼ | ၽ | ၾ | ၿ       |
| 1080 | ႀ | ႁ | ႂ  | ႃ  | ႄ  | ႅ  | ႆ  | ႇ  | ႈ  | ႉ  | ႊ  | ႋ  | ႌ  | ႍ  | ႎ | ႏ        |
| 1090 | ႐ | ႑ | ႒ | ႓ | ႔ | ႕ | ႖ | ႗ | ႘ | ႙ | ႚ  | ႛ  | ႜ  | ႝ  | ႞ | ႟       |
| A9E0 | ꧠ | ꧡ | ꧢ | ꧣ | ꧤ | ꧥ  | ꧦ | ꧧ | ꧨ | ꧩ | ꧪ | ꧫ | ꧬ | ꧭ | ꧮ | ꧯ       |
| A9F0 | ꧰ | ꧱ | ꧲ | ꧳ | ꧴ | ꧵ | ꧶ | ꧷ | ꧸ | ꧹ | ꧺ | ꧻ | ꧼ | ꧽ | ꧾ | [ A 1 ] |
| AA60 | ꩠ | ꩡ | ꩢ | ꩣ | ꩤ | ꩥ | ꩦ | ꩧ | ꩨ | ꩩ | ꩪ | ꩫ | ꩬ | ꩭ | ꩮ | ꩯ       |
| AA70 | ꩰ | ꩱ | ꩲ | ꩳ | ꩴ | ꩵ | ꩶ | ꩷ | ꩸ | ꩹ | ꩺ | ꩻ  | ꩼ  | ꩽ  | ꩾ | ꩿ       |

1. ↑  Codepunkt ist nicht zugewiesen